# Anatolij Kuźmin
Anatolij Kuźmin, ros. Анатолий Кузьмин (ur. 3 marca 1950, zm. 7 stycznia 1978) – radziecki żużlowiec. 
Brązowy medalista indywidualnych mistrzostw Związku Radzieckiego (1972). Czterokrotny medalista drużynowych mistrzostw Związku Radzieckiego: dwukrotnie złoty (1967, 1968) oraz dwukrotnie srebrny (1970, 1971). Złoty medalista Pucharu Związku Radzieckiego w parach (1973). Złoty medalista młodzieżowych indywidualnych mistrzostw Łotwy (1970). Trzykrotny medalista indywidualnych mistrzostw Łotwy: dwukrotnie złoty (1976, 1977) oraz srebrny (1970).
Wielokrotny reprezentant ZSRR na arenie międzynarodowej. Dwukrotny srebrny medalista drużynowych mistrzostw świata (Wrocław 1971, Olching 1972). Finalista indywidualnych mistrzostw świata (Londyn 1972 – XII miejsce). Finalista mistrzostw świata par (Borås 1973 – IV miejsce). 
Zginął tragicznie w styczniu 1978 r. w wypadku drogowym.